# 小沢日出晴
小沢 日出晴（おざわ ひではる、1969年5月15日 - ）は、日本の俳優。千葉県出身。身長174cm。血液型はB型。地球儀所属。以前はスターダス・21に所属していた。

## 出演

### テレビドラマ
- 水曜ミステリー9 家政婦春子　他人の不幸は蜜の味−嫁姑　殺意の接点－（2005年10月5日）
- 探偵Xからの挑戦状! 夏休みSP・ゴーグル男の怪（巡査・田中修 役）
- 探偵Xからの挑戦状! season 2 嵐の柩島で誰が死ぬ（佐々木 役）
- 探偵Xからの挑戦状! season 3 殺人は難しい
- 探偵Xからの挑戦状! DMがいっぱい（高尾登 役）
- 太宰治短編集 女生徒
- 星新一ショートショート ささやき
- 星新一ショートショート 思わぬ効果
- 星新一ショートショート 地球から来た男
- もう一度キス
- しくじり鏡三郎
- 相棒 Season 4
- 税務調査官・窓際太郎の事件簿 第17作「休暇の宮崎旅行が一転！教育現場で大金が…闇に葬られた死体と告発！母子のために悪を斬る」（2008年）- 西森（医師）
- ウルトラギャラクシー大怪獣バトル NEVER ENDING ODYSSEY（ZAP地球本部司令官 役）
- 未来戦隊タイムレンジャー
- 花咲舞が黙ってない（東京第一銀行中野支店副支店長 役）
- 相棒（2016年） - 池内晋
- CRISIS 公安機動捜査隊特捜班（2017年） - 大庭信
- 『星新一の不思議な不思議な短編ドラマ』『地球から来た男』（2022年4月26日、NHK BS4K・BSプレミアム）[3]